# أوسكار إنغلستاد
أوسكار إنغلستاد (بالنرويجية البوكمول: Oscar Engelstad)‏ هو لاعب جمباز فني نرويجي، ولد في 2 نوفمبر 1882 في كريستيانية في النرويج، وتوفي في 17 يوليو 1972 في أوسلو في النرويج.

## وصلات خارجية
- أوسكار إنغلستاد على موقع اللجنة الأولمبية الدولية (الإنجليزية)
- أوسكار إنغلستاد على موقع أوليمبيديا (الإنجليزية)